# 大韋特湖

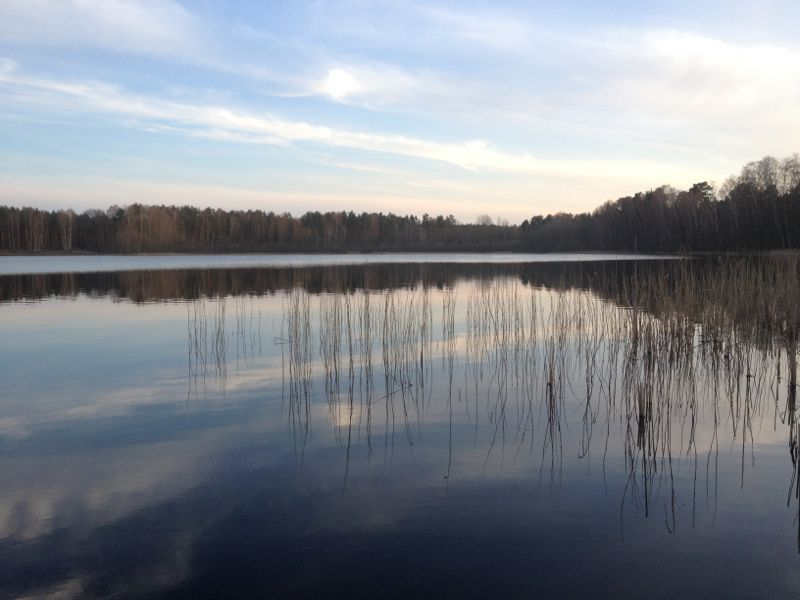

53°0′16″N 13°33′9″E / 53.00444°N 13.55250°E
大韋特湖（德語：Großer Vätersee），是德國的湖泊，位於該國西南部，由勃蘭登堡州負責管轄，處於烏克馬克縣，長0.5公里、寬0.3公里，面積0.12平方公里，海拔高度58.1米。